# Croix des Oiseaux
La Croix des Oiseaux est un micro-quartier de la ville d'Avignon dans le département du Vaucluse en région Provence-Alpes-Côte d'Azur. Il se situe dans le quartier Nord Rocade à Avignon.
Il a été créé à partir de 1952 pour endiguer les problèmes de logement après la fin de la Seconde Guerre mondiale.
Il est intégré au sein d'un vaste quartier prioritaire s'étendant tout le long de la rocade sud, jusqu'à Monclar vers l'ouest

## Personnalité
- Mireille Mathieu (résidé ici 1961-1965)